# 黃潤中
黃潤中（1605年—？），字嗣雨，號靜谷，福建泉州府晉江縣人，明朝政治人物。

## 生平
天啟四年（1624年）甲子科福建鄉試第二十七名舉人，崇禎十年（1637年）中式丁丑科會試第八十九名，二甲第五十七名進士。刑部觀政，十二年（1639年）授刑部浙江司主事，十三年（1640年）改禮部儀制司主事，升精膳司員外郎、祠祭司郎中，修撰實錄，十四年（1641年）升河南布政使司參議，十六年（1643年）升廣東按察司副使、兵備惠潮，引疾致仕歸里。

## 家族
曾祖黃廷文，贈南京禮部尚書；祖父黃繼宗，封中允，贈南京禮部尚書；父黃鳳翔，隆慶二年榜眼，南京禮部尚書、太子少保。兄黃質中、黃翰中。侄黃熙胤，崇禎四年進士；黃徽胤，崇禎十年進士。孫黃志煥，康熙十二年進士。